# Fábrica Azucarera Alavesa

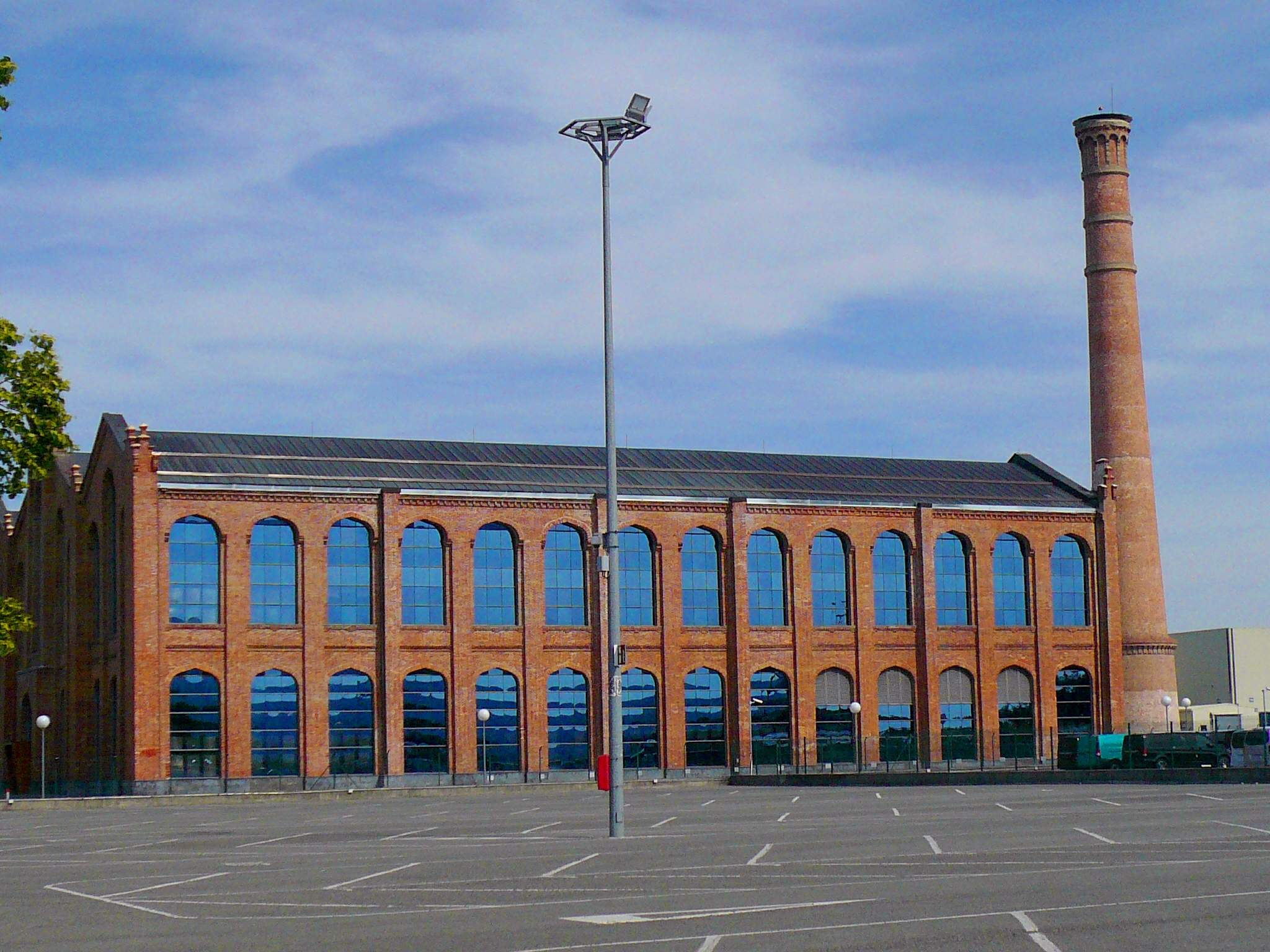
Vista de las instalaciones, en 2019.

La Fábrica “Azucarera Alavesa” de Vitoria (Álava, España) se inauguró en el año 1904, pasando un año más tarde a formar parte de la Sociedad General Azucarera de España. La vieja fábrica continuó su producción hasta 1966, que con la modernización de la producción, la actual instalación se destinó a almacenamiento. De los distintos pabellones de producción se ha conservado solamente el pabellón principal y la chimenea, como elementos representativos y emblemáticos de esta importante actividad.
El inmueble, como edificio principal del complejo productivo, estaba destinado a la transformación de la remolacha en pulpa. Respondiendo a las exigencias de economía y funcionalidad propias de los edificios industriales, se construye un edificio de estética manchesteriana, con muros de ladrillo visto, en los que se abren amplios ventanales decorados con arquivoltas y rematados con arcos estilo tudor. El volumen prismático responde a un espacio interior unitario, dividido en tres crujías mediante columnas de celosía metálica, que soportan las cerchas Ponlanceau de la cubierta.
La construcción de estilo historicista a imagen de los templos góticos, se apoya en una planta basilical con tres naves, donde el campanario queda sustituido por la gran chimenea cilíndrica. La única limitación derivada de su carácter fabril, queda marcada por el uso de materiales menos costosos y más manejables, resolviéndose los paramentos con ladrillo visto. Del mismo modo se resuelve la iluminación, con una mezcla de sentido funcional y religioso, a través de amplios ventanales de celosía acristalada, que en la entrada principal refuerzan su imagen templaria con un tímpano sobre el acceso principal de medio punto.
La esbelta chimenea construida en el mismo año, se sitúa en la zona posterior de esta nave. Es un bello ejemplar de ladrillo, en el que destaca el remate superior con arcos lombardos, cuya función era actuar como escape y tiro de los gases procedentes de las calderas de vapor.